# Матич, Стоян
Стоян Матич (серб. Стојан Матић; 1915, Неблюси — 27 февраля 1942, Дони-Лапац) — югославский лётчик, лейтенант королевской армии Югославии и Народно-освободительной армии Югославии. Участник Народно-освободительной войны и Народный герой Югославии.

## Биография
Родился в 1915 году в бедной крестьянской семье. Окончил школу в Бихаче, осенью 1934 года зачислен в Военную академию Белграда, продолжил обучение в авиационной школе воздушной разведки. В королевской армии дослужился до звания лейтенанта. В дни Апрельской войны против Германии был сбит и попал в плен, откуда сбежал.
В конце июля 1941 года Стоян вступил в партизанское движение, после начала восстания 27 июля в Сербии организовал нападение в Неблюсах на жандармский участок, переделанный под оружейный склад, после чего стал командантом партизанских отрядов Лики и Гойки-Половини. Познакомился с Марко Орешковичем и при его поддержке 23 августа возглавил один из партизанских отрядов Лики. С ноября 1941 года параллельно исполнял обязанности командира Лапацкого батальона. В середине января 1942 года принят в Коммунистическую партию Югославии.
27 февраля 1942 в Дони-Лапаце, на юге центральной части Хорватии, Стоян повёл свой отряд в атаку на две роты итальянцев. В упорном бою город был освобождён: было убито 23 итальянца, 150 попало в плен. Однако сам Матич был смертельно ранен, став одним из 14 погибших партизан. Он был похоронен на следующий день на месте гибели.
В память о нём один из отрядов 2-й Ликской пролетарской ударной бригады получил имя Стояна Матича. Самому Матичу посмертно присвоили звание Народного героя Югославии указом Иосипа Броза Тито от 27 ноября 1953.